# Jean-Pierre Fourmentin
Pour les articles homonymes, voir Fourmentin.
Jean-Pierre Fourmentin est un homme politique français né le 10 décembre 1801 à Boulogne-sur-Mer (Pas-de-Calais) et décédé le 9 août 1854 à Hesdin (Pas-de-Calais).
Fils d'un officier de marine, il voyage avant de faire des études de chimie. Agriculteur et exploitant de tourbières, il continue ses recherches en chimie. Il est député du Pas-de-Calais de 1848 à 1849, siégeant à gauche.

## Sources
- « Jean-Pierre Fourmentin », dans Adolphe Robert et Gaston Cougny, Dictionnaire des parlementaires français, Edgar Bourloton, 1889-1891 [détail de l’édition]